# Romazy
Romazy é uma comuna francesa na região administrativa da Bretanha, no departamento Ille-et-Vilaine. Estende-se por uma área de 7,11 km². Em 2010 a comuna tinha 254 habitantes (densidade: 35,7 hab./km²).